# Ferraria schaeferi
Ferraria schaeferi är en irisväxtart som beskrevs av Moritz Kurt Dinter. Ferraria schaeferi ingår i släktet Ferraria och familjen irisväxter. Inga underarter finns listade i Catalogue of Life.